# 新疆生产建设兵团第六师一〇五团
新疆生产建设兵团第六师一〇五团是中华人民共和国新疆生产建设兵团第六师下辖的一个团。

## 行政区划
新疆生产建设兵团第六师一〇五团下辖以下单位：
团部、二连、四连、六连、七连、八连、九连、一一一社区、十一连、十二连、十三连和十四连。